# Le Pingouin (IMOCA)
Pour les articles homonymes, voir Pingouin (homonymie).
Le Pingouin est un voilier monocoque 60 pieds IMOCA mis à l'eau en 1998 pour la navigatrice Catherine Chabaud. L'année suivante, sous les couleurs de Whirlpool - Europe 2, il remporta son premier titre, la Fastnet Race en 1999. Il a également remporté la Velux 5 Oceans 2010-2011 à nouveau sous le nom de Le Pingouin, skippé par l’Américain Brad Van Liew.
Après avoir connu plusieurs propriétaires et skippers, il est piloté par Romain Attanasio pour le Vendée Globe 2016-2017 en solitaire et pour la Transat Jacques-Vabre 2017 en double avec Aurélien Ducroz.

## Historique
La bateau a été conçu par l'architecte naval Marc Lombard et construit en 1998 par Mag France pour Catherine Chabaud. Sous les couleurs de Whirlpool - Europe 2, elle a notamment remporté la Fastnet Race 1999. 
L’américain Brad Van Liew gagne la Velux 5 Oceans 2010 sous les couleurs de Le Pingouin, malgré sa conception ancienne.
À partir de 2012, le monocoque navigue sous le nom d'Initiatives-Cœur, skippé par Tanguy de Lamotte pour l'association Mécénat Chirurgie Cardiaque, il termine 10e du Vendée Globe 2012-2013, puis 8e de la Transat Jacques-Vabre 2013 co-skippé par le comédien belge François Damiens avec seulement 9 secondes d'avance sur son concurrent Team Plastique skippé par Alessandro Di Benedetto et Alberto Monaco.
Le bateau est mis en vente à Lorient après l'acquisition par Initiatives-Cœur et Tanguy de Lamotte de l'ancien Akena Vérandas d'Arnaud Boissières. Il est racheté en janvier 2016 par Romain Attanasio qui termine à son bord à la 15e place du Vendée Globe 2016-2017 sous les couleurs de Famille Mary-Etamine du Lys.
En 2018, il devient TSE - 4MyPlanet avec Alexia Barrier à la barre pour les 40 ans de la Route du Rhum. En 2020, en vue de sa participation au Vendée Globe 2020-2021, Alexia Barrier a dû faire de nombreux travaux, comme le changement de la quille et l'équipement de voiles neuves,.

## Palmarès

### Whirlpool - Europe 2
Skipper : Catherine Chabaud :
- 1999
  - 2e Transat Jacques-Vabre 1999 :  avec Luc Bartissol
- 2000
  - 1re Fastnet Race
  - 12e Transat anglaise 2000 :
  - Vendée Globe 2000-2001 : abandon sur démâtage

### Tiscali Global Challenge
Skipper Simone Bianchetti :
- 2002
  - 3e Around Alone 2002-2003

### Pro-Form
Skipper Marc Thiercelin :
- 2004
  - 6e Transat anglaise 2004 :
  - Vendée Globe 2004-2005 : abandon
- 2005
  - 6e Transat Jacques-Vabre 2005 avec Éric Drouglazet

### Le Pingouin
Skipper Brad Van Liew :
- 2010

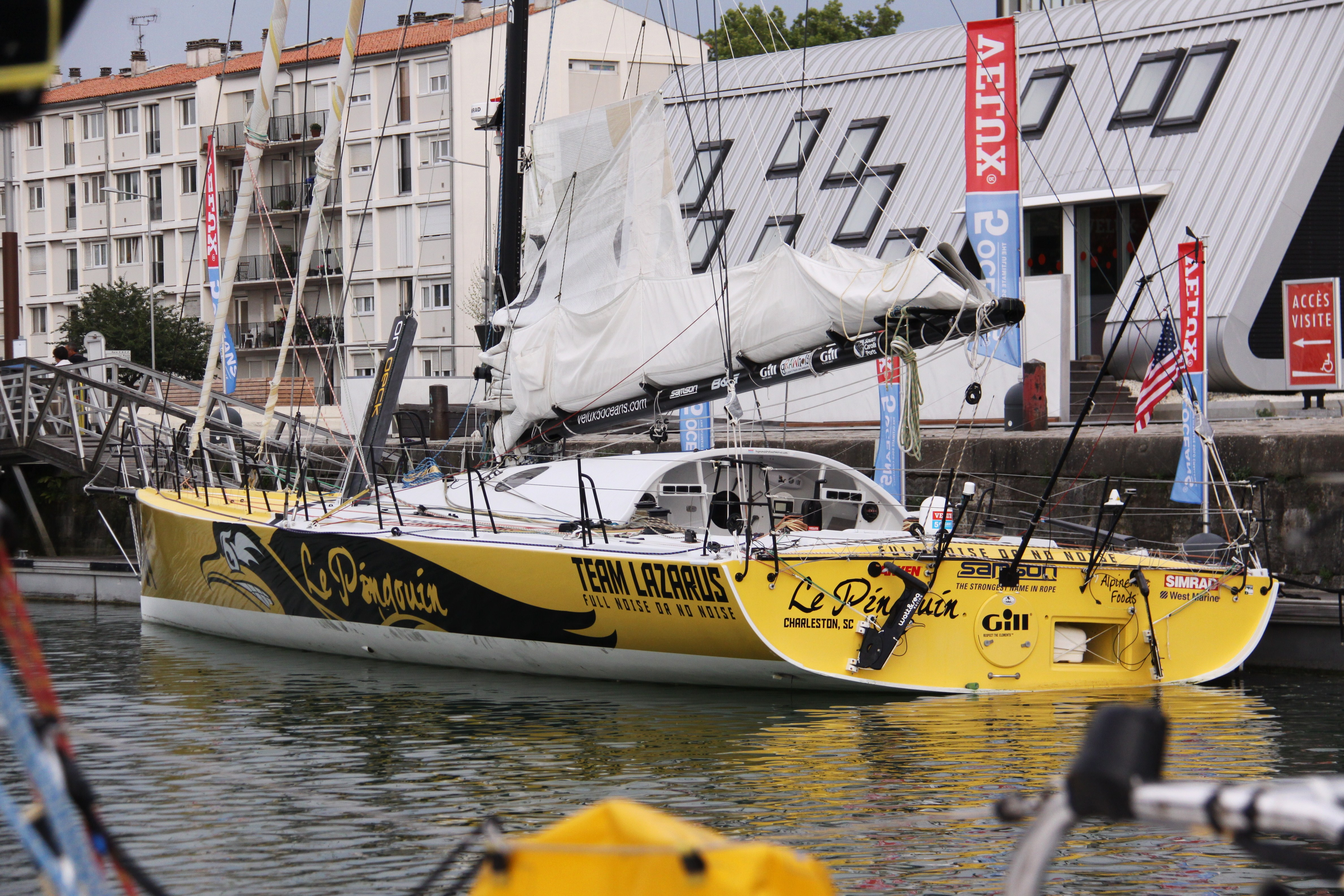
Le Pingouin après la Velux 5 Oceans en 2011.

  - 1er Velux 5 Oceans 2010-2011

### Initiatives-Cœur
Skipper Tanguy de Lamotte :
- 2013
  - 10e Vendée Globe 2012-2013[6]
  - 8e Transat Jacques-Vabre 2013 avec François Damiens

### Famille Mary-Etamine du Lys
Skipper Romain Attanasio
- 2016
  - 15e Vendée Globe 2016-2017
- 2017
  - 13e Transat Jacques-Vabre 2017 avec Aurélien Ducroz

### TSE - 4MyPlanet
Skipper Alexia Barrier
- 2018
  - 15e Route du Rhum 2018
- 2019

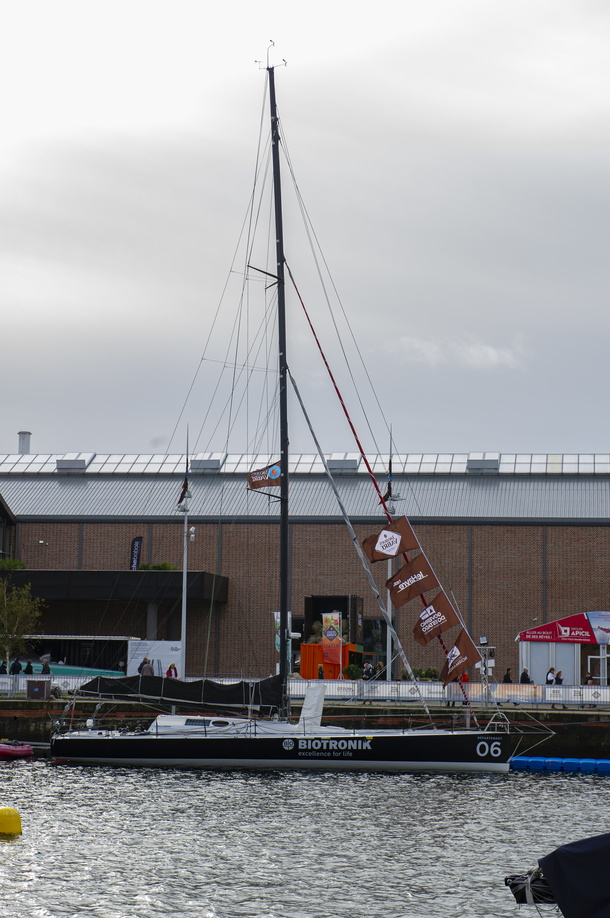
4MyPlanet à quai dans le bassin Paul Vatine du Havre lors de la Transat Jacques Vabre 2019.

  - 25e Transat Jacques-Vabre 2019 avec Joan Mulloy
- 2020
  - 24e Vendée Globe 2020-2021